# Fredrik Tideman
Fredrik Tideman, född 28 mars 1973, är en svensk före detta professionell ishockeyspelare (back).